# Scopalina
Scopalina is een geslacht van sponsdieren uit de klasse van de Demospongiae (gewone sponzen).

## Soorten
- Scopalina agoga (de Laubenfels, 1954)
- Scopalina australiensis (Pulitzer-Finali, 1982)
- Scopalina azurea Bibiloni, 1993
- Scopalina blanensis Blanquer & Uriz, 2008
- Scopalina bunkeri Goodwin, Jones, Neely & Brickle, 2011
- Scopalina canariensis Blanquer & Uriz, 2008
- Scopalina ceutensis Blanquer & Uriz, 2008
- Scopalina erubescens Goodwin, Jones, Neely & Brickle, 2011
- Scopalina hapalia (Hooper, Cook, Hobbs & Kennedy, 1997)
- Scopalina hispida (Hechtel, 1965)
- Scopalina incrustans (Lendenfeld, 1887)
- Scopalina lophyropoda Schmidt, 1862
- Scopalina rubra (Vacelet & Vasseur, 1971)
- Scopalina ruetzleri (Wiedenmayer, 1977)